# Otto Freund
Otto Freund (8. července 1876, Třebíč – 24. června 1939, Praha) byl český finančník.

## Biografie
Otto Freund se narodil v Třebíči v židovské rodině Adolfa Freunda a Reginy (rozené Subakové), studoval v Praze, po ukončení studií psal do novin, v roce 1895 pak začal pracovat v prvním bankovním ústavu. Působil v zemské bance (do roku 1916), nálsedně se stal členem správní rady a jedním z ředitelů České banky Union. Stal se také viceprezidentem Svazu československých bank a členem Pražské burzovní komory (1937–1939). Z pozice člena správní rady Union banky zasedal ve správních radách různých společností, jako např. Jindřichovská továrna na papír, Julius Meinl, Klotylda a další. Působil také v různých kulturních spolcích. V roce 1939 byl zatčen nacisty a po uvedení v platnost norimberských zákonů spáchal ve věznici sebevraždu.
Roku 1915 si vzal Olgu Gallusovou.
Byl brán jako vynikající a oblíbený bankovní odborník.